# Coma del Racó
La Coma del Racó és una coma del terme municipal de Fontpedrosa, a la comarca del Conflent. És un afluent per la dreta  de la vall de Balaguer, o de la Riberola.
Està separada de les Gorges de Carançà per una línia de crestes que des del Pic de la Fossa del Gegant passa pel Pic de Racó Gros, o de Dalt, i el Pic de Racó Petit, o de Baix.